# Marienkirche (Lwówek Śląski)
Die Marienkirche ist eine römisch-katholische Pfarrkirche im Bistums Legnica in Lwówek Śląski in Polen. Bis 1972 gehörte sie zum Erzbistum Breslau.

## Geschichte
Die von Herzog Heinrich I. 1209 gestiftete Kirche wurde im romanischen Stil erbaut. Um 1300 wurde sie durch den Souveränen Malteserorden, der die Kirche 1281 übernommen hatte, im gotischen Stil umgebaut. Die Kapellen und Emporen entstanden bis 1559.
Nach einem Brand im Jahre 1455 wurde die Kirche von Conrad Pflüger und Hans Lindener restauriert. Während der Reformation übernahmen die Protestanten die Kirche. Nach der Gegenreformation wurde sie 1650 den Katholiken zurückgegeben. Nach einem erneuten Brand 1752 wurde die Kirche erneuert. In den Jahren 1970 bis 1976 wurde sie grundlegend restauriert.

## Architektur
Das Gebäude mit Doppelturm stammt aus der Zeit der Frühgotik und wird auf 1260/70 datiert. Am aus Sandsteinquadern errichteten massive Unterbau treten die drei unteren Turmgeschosse gegenüber dem Mittelteil leicht vor und sind durch Horizontalgesimse unterteilt. Die Kanten des Nordturms sind zum Teil durch schmale Stäbe betont. Die oberen beiden Turmgeschosse haben einen achteckigen Grundriss. Im Mittelabschnitt des Unterbaus befindet sich ein aus der Mauerflucht vortretendes, gestuftes und spitzbogiges Westportal mit kräftiger Profilierung, dessen Rahmung im 19. Jahrhundert erneuert wurde. Das Portal ist durch die Verwendung von rotem Sandstein in den oberen Partien farblich deutlich von der übrigen Fassade abgesetzt. Die Kapitelle zeigen naturalistisches Blattwerk, im Tympanon wird die Krönung Mariä dargestellt. Insgesamt zeigt das Äußere eine für schlesische Verhältnisse reiche Gestaltung mit kräftig profilierten Gesimsen und Portalrahmungen. Das Breitenverhältnis zwischen Mittelschiff und den Seitenschiffen liegt zwischen der in Schlesien üblichen basilikalen Proportion (1:2) und der idealen Hallenproportion (1:1).

## Kircheninneres
Ursprünglich war das Innere in acht Joche mit dicht gestellten Arkaden unterteilt, so dass der Querblick durch die Schiffe kaum möglich war. Eine kleine Differenzierung zwischen Langhaus und Chor ergab sich durch die unterschiedlich breite Arkadenstellung. Der originale Raumeindruck ist durch den Umbau 1863/66 jedoch nicht mehr erhalten, denn damals wurden die mittelalterlichen Gewölbe und sechs Pfeiler entfernt.